# Eduard Eberhard von Gemmingen
Eduard Eberhard von Gemmingen (* 26. Mai 1829 in Gemmingen; † 16. Januar 1871 in Dijon) war badischer Offizier, zuletzt Major.

## Leben

### Herkunft
Er war ein Sohn des Ludwig Friedrich Wilhelm von Gemmingen (1794–1858) und der Emma Sebastiane Karoline von Gemmingen-Bonfeld (1804–1865). Wie schon seine älteren Brüder Otto und Wilhelm Dietrich war er für eine militärische Laufbahn vorgesehen.

### Militärkarriere
Gemmingen trat am 1. April 1845 als Freiwilliger in das Leib-Infanterie-Regiment der Badischen Armee ein. Dort wurde er am 14. April 1848 zum Leutnant befördert und war im gleichen Jahr in Kämpfen gegen die revolutionären Freischaren verwickelt. Im März 1850 zunächst in das 9. Infanterie-Bataillon und Mitte Juni in das 6. Infanterie-Bataillon versetzt, kam Gemmingen schließlich Ende Dezember 1851 zur Schützenabteilung. Dort am 17. August 1855 zum Oberleutnant befördert, war er vom 27. Mai bis 6. Dezember 1859 im 4. Füsilier-Bataillon tätig. Anschließend folgte seine Versetzung in das 2. Infanterie-Regiment „Prinz von Preußen“. Hier stieg Gemmingen am 9. Dezember 1863 zum Hauptmann und Kompaniechef auf und nahm 1866 am Krieg gegen Preußen teil.
Am 10. März 1868 wurde er wieder in das Leib-Infanterie-Regiment versetzt, dem er bereits zu Beginn seiner Militärkarriere angehört hatte. Ende des Jahres zu Major befördert, wurde Gemmingen 1870 zum Kommandeur des I. Bataillons ernannt. Er nahm 1870 während des Krieges gegen Frankreich an der Belagerung von Straßburg teil und kämpfte bei Étival, Brouvilliers, Bruyères, Auxon-Desus, Dijon sowie in der Schlacht bei Nuits. Dort erlitt Gemmingen am 18. Dezember 1870 eine Schulterverletzung, an der er am 16. Januar 1871 in Dijon starb.
Er wurde am 19. Februar 1871 in Gemmingen beigesetzt.

## Auszeichnungen
- Roter Adlerorden
- Militär-Karl-Friedrich-Verdienstorden
- Badische Felddienstmedaille
- Mitglied der Ehrenlegion